# Council Bluffs
Council Bluffs, tidigare Kanesville, är en stad (city) i Pottawattamie County i delstaten Iowa, USA, belägen på östra sidan av Missourifloden. Council Bluffs är administrativ huvudort (county seat) i Pottawattamie County. Den större grannstaden Omaha ligger på den motsatta västra sidan Missourifloden i Nebraska och Council Bluffs tillhör Omahas storstadsområde.
Staden är historiskt känd som järnvägsknut, då president Abraham Lincoln valde staden som utgångspunkt för Union Pacifics del av den transamerikanska järnvägen västerut.